# Girova
Girova nebo Girová či Gírová (polsky: Girowa německy Girowa, Hexenberg) je nejvyšší hora české části Jablunkovského mezihoří, která má nadmořskou výšku 840 metrů. Leží v katastru obce Bukovec, několik málo kilometrů od polské a slovenské hranice. Pod vrcholem stojí horská chata Gírová, která byla poprvé otevřena 9. července 1932 Klubem českých turistů. Po šesti letech si chatu pronajal Franciszek Schulhauser, který zde chatařil až do roku 1967. Po Schulhauserovi chata připadla Beskydským hotelům a restauracím, od roku 1996 se o provoz chaty starají manželé Jana a Antonín Sikorovi.
Na Girovou se dá dostat po dvou turistických trasách. Po červené od nádraží v Mostech u Jablunkova – délka 5 km, nebo z Bukovce – délka 2 km. Po zelené z Jablunkova – délka 7 km. Přes Girovou často vedou turistické pochody k trojmezí v Hrčavě.
Přes vrchol prochází hlavní evropské rozvodí mezi Odrou a Dunajem.
Na úpatí hory se nachází skalní útvar zvaný Čertův mlýn, kde podle místních pověstí sídlili čarodějnice a čerti.

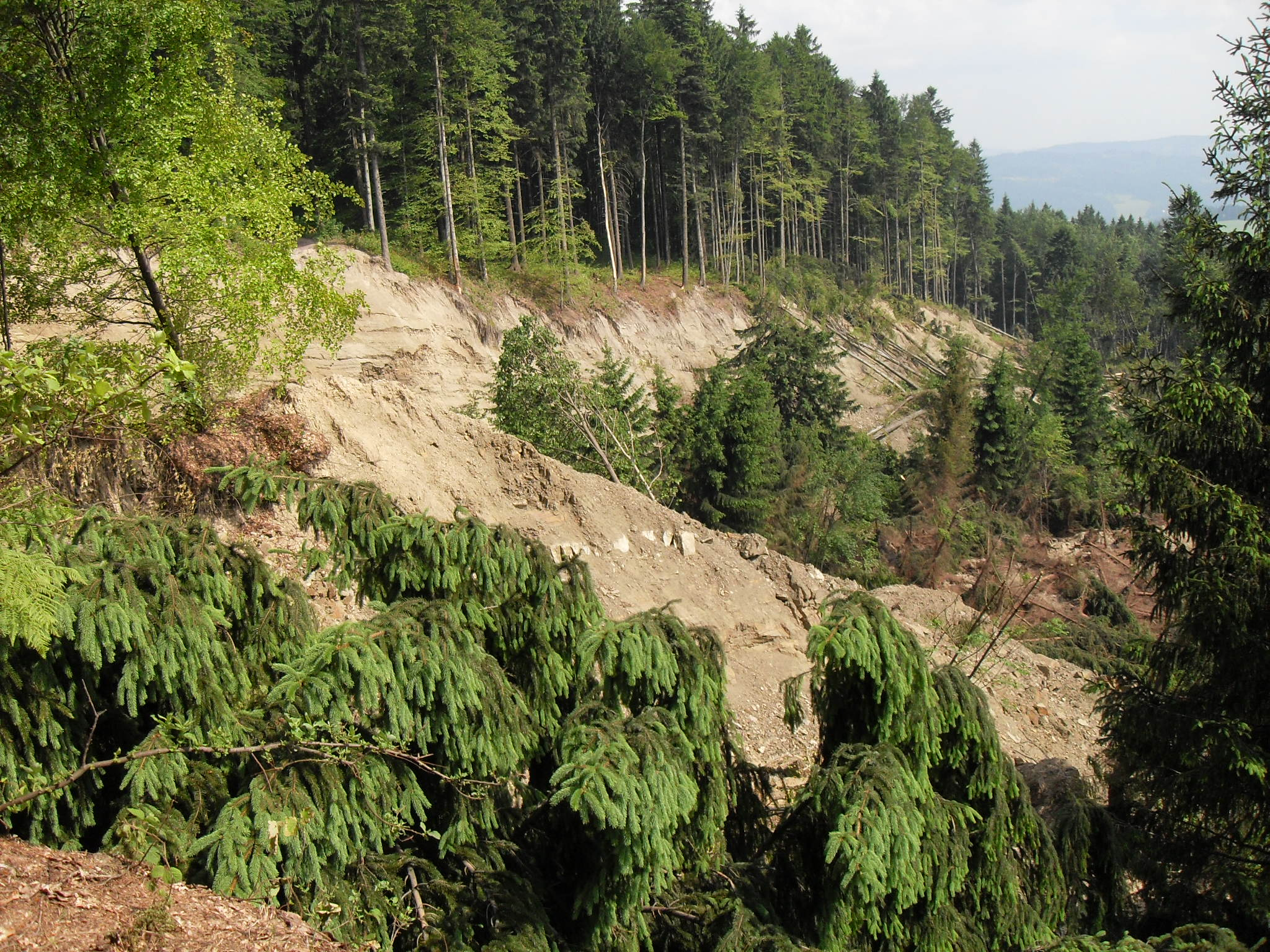
Skalní sesuv na svazích Girové

19. května 2010 došlo po vytrvalých deštích k velkému sesuvu hornin na jižním svahu Girové. Neschůdná byla červená značka ze Studeničného na Girovou (bylo nutné obcházet po zelené) a ohrožena byla i silnice z Mostů u Jablunkova na Hrčavu.
Během prázdnin byla červená značka nově vyznačena podél sesuvu.